# Szentgyörgyvár, Zala
Szentgyörgyvár  este un sat în districtul Keszthely, județul Zala, Ungaria, având o populație de 308 locuitori (2011). 

## Demografie
Componența etnică a satului Szentgyörgyvár
     Maghiari (94,9%)
     Germani (3,74%)
     Romi (1,36%)
Componența confesională a satului Szentgyörgyvár
     Romano-catolici (80,84%)
     Fără religie (3,57%)
     Atei (2,6%)
     Luterani (1,3%)
     Necunoscută (11,69%)
Conform recensământului din 2011, satul Szentgyörgyvár avea 308 locuitori. Din punct de vedere etnic, majoritatea locuitorilor (94,9%) erau maghiari, existând și minorități de germani (3,74%) și romi (1,36%).  Din punct de vedere confesional, majoritatea locuitorilor (80,84%) erau romano-catolici, existând și minorități de persoane fără religie (3,57%), atei (2,6%) și luterani (1,3%). Pentru 11,69% din locuitori nu este cunoscută apartenența confesională.